# Bashan-Talsperre
Die Bashan-Talsperre (chinesisch 巴山水电站, Pinyin Bāshān shuǐdiànzhàn – „Bashan-Wasserkraftwerk“) ist eine Talsperre am Fluss Renhe (任河) in der Großgemeinde Bashan im Kreis Chengkou der regierungsunmittelbaren Stadt Chongqing in China, 15 km nordwestlich des Sitzes der Kreisverwaltung. Der Hauptzweck der Talsperre ist Wasserkraftgewinnung; sie hat ein 140-MW-Wasserkraftwerk mit zwei 70-MW-Pelton-Turbinen und Generatoren.
Der Staudamm ist ein CFR-Damm mit einer Höhe von 155 m; er staut ein Reservoir mit 315 Mio. m³ Inhalt auf. Das Absperrbauwerk steht vor einer Biegung des Flusses und leitet das Wasser durch einen 2181 m langen Betriebswasserstollen um, der zum Kraftwerk führt. Die Bauarbeiten begannen 2005, der Fluss wurde 2006 umgeleitet und die Generatoren waren 2009 betriebsbereit.
Pro Jahr können 449 GWh Energie produziert werden.